# Etrich Taube

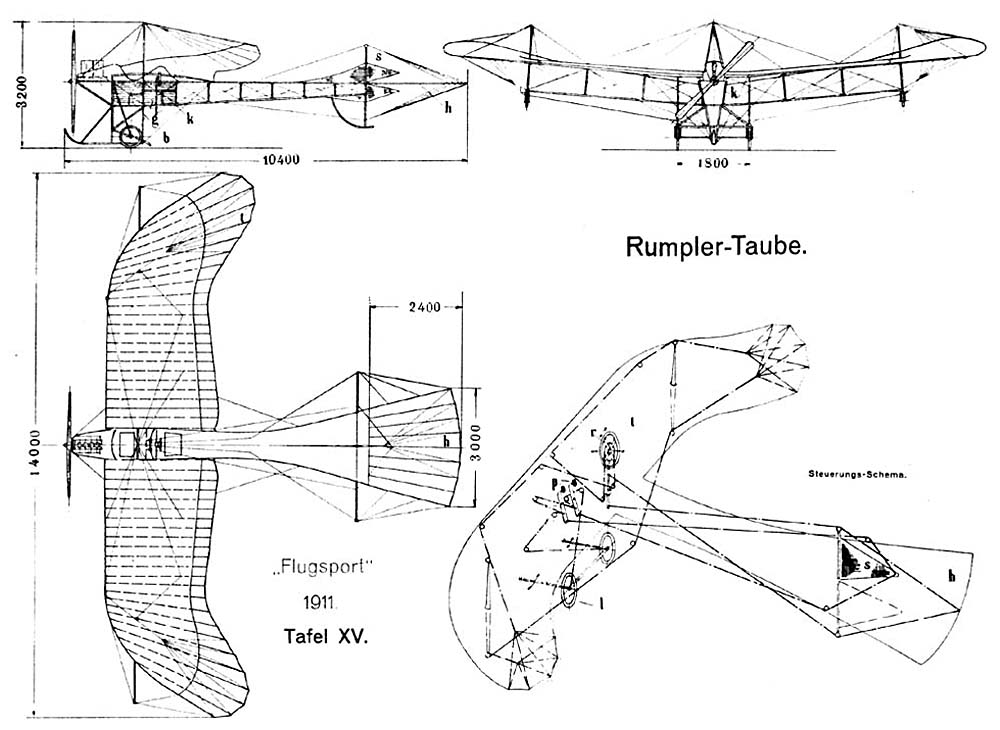
Plans d'un Etrich Taube.

L’Etrich Taube, également connu sous les noms de différents constructeurs qui produisirent cet appareil (exemples : le « Rumpler Taube », le « Gotha Taube »...), fut un avion monoplan biplace conçu en 1910 par le pilote autrichien Ignaz Igo Etrich, et réalisé en série par l'entreprise Lohner-Werke de Vienne, ainsi que par plusieurs autres entreprises germaniques, telles l'Etrich Fliegerwerke en Silésie ou la Rumpler Flugzeugwerke à Berlin.

## Histoire
L'Etrich « Taube » fut adopté dès 1911 par l'aviation militaire italienne, et en 1912 par les forces austro-hongroises et allemandes. Il fut ainsi le premier avion militaire allemand de série.
Surnommé Taube (colombe) en raison de la forme de ses ailes, l’Etrich Taube fut utilisé pour toutes les applications courantes de l’aviation militaire, de fin 1911 jusqu'au milieu de 1915 : chasse, bombardement, observation, et formation au pilotage jusqu'en 1918.
Le 1er novembre 1911, pour la première fois de l'histoire, une bombe fut larguée d'un avion militaire en opération de guerre, par le pilote italien Giulio Gavotti à bord d'un « Etrich Taube », au-dessus de l'oasis d'Ain Zara en Libye, lors de la guerre italo-turque.
Le 30 août 1914 un « Taube » lança quatre bombes de 3 kg sur Paris.

## Variantes
Dérivé du Etrich Taube produit par Rumpler, le Rumper Eindecker, motorisé par un Mercedes D.I, a été employé durant les premiers mois de la première guerre mondiale pour des missions de reconnaissance.

## Sources
- Die Etrich-II-Taube sur tmw.ac.at
- www.aviastar.org
- www.militaryfactory.com